# Fibrilação
Fibrilação ou fibrilhação  é um tipo de arritmia caracterizada pela origem anárquica do estímulo eléctrico cardíaco a nível do miocárdio auricular (fibrilação auricular) ou ventricular (fibrilação ventricular), com ritmo muito acelerado e irregular.